# 宗安寺 (千曲市)
宗安寺（そうあんじ）、長野県千曲市戸倉に所在する浄土宗の寺院である。正式名は諏訪山 相伝院 宗安寺、現住職は山極祥瑛。

## 歴史
当寺は、浄土宗の開祖である法然上人の教えを受け継ぐ寺院である。御本尊は屋代生蓮寺より遷移したとされ、創建詳細は不明なるも、400年ほど前から存在し、1900年に荒廃しつつあった当寺を24世住職の山極覚成が復興。以後地域社会への貢献を担い、社会福祉施設や地域小学校との連携（雅楽）等の文化活動を行っている。

### 24世住職 山極 覚成
- 戸倉出身、地元に所在する知恩院末寺の上⽥芳泉寺にて得度し、京都知恩院へ
- その後郷里に戻り、上田市林法院、長野市仏導寺・⼗念寺・観⾳寺・蓮⼼寺等の住職を歴任
- 1900年（明治33年）に荒廃していた⼾倉宗安寺へ転住し復興
- 1929年（昭和4年）に遷化（69歳）、開蓮社 神誉上⼈ 體阿清旺覚成⼤和尚
- 尚、山極信達（正僧正）は子息であり、⼤本⼭増上寺にて宗戒を受け、1922年に秩父惣円寺へ住職として入山

### 25世住職 山極 麟成
- 朝鮮半島に渡り、6年間の布教活動や、平壌に於いて学校経営を行い、平壌幼稚園等を主管
- 関東大震災にて倒壊した総本⼭鎌倉光明寺の横浜別院を復興
- 1929年（昭和4年）より宗安寺住職
- 第二次世界大戦後、戦災孤児収容の為、1947年に松代大本営蹟へ恵愛学園（現社会福祉法人八葉会の児童養護施設恵愛）を設⽴し、初代園長に就任[1]

- 親族にて⼾倉町川東（現千曲市役所戸倉庁舎敷地内）にて戸倉上山田温泉の源泉掘鑿に成功。その縁もあり、1902年（明治35年）には、当山にて戸倉温泉株式会社の第1回定時株主総会が開催されている[3]

### 26世住職 山極 達成
- 保護司として社会福祉向上に尽くし、千曲市長より社会福祉功労を受ける（2004年度）[4]
- 尚、山極伸之は、イェール大学客員研究員や、佛教大学学長を歴任

## 境内
- 本堂は伝統的な和風建築であり樹木葬霊園が併設
- 当霊園は、自然と調和した永代供養付きの墓所として整備されており、ペットの埋葬も可能
- 南無阿弥陀仏名号碑
- 境内社の稲荷社
- 地蔵菩薩立像
- 百万遍供養塔
- 三界萬霊塔
- 庚申塔
- 歴代上人供養塔

## 交通アクセス
- 電車：しなの鉄道線 戸倉駅下車、徒歩約5分
- 車：上信越自動車道 更埴インターチェンジより約15分